# Jules Migeot
Jules Félix François Migeot (Brugge, 4 november 1898 - 18 december 1986) was een Belgische atleet, die gespecialiseerd was in de sprint en het hordelopen. Hij nam tweemaal deel aan de Olympische Spelen en veroverde vijf Belgische titels.

## Biografie
Jules Migeot nam in 1920 op de 400 m deel aan de Olympische Spelen van Antwerpen. Hij werd uitgeschakeld in de series. Samen met Omer Corteyn, Omer Smet en François Morren behaalde hij een zesde plaats op de 4 x 400 m estafette.
In 1922 werd Migeot voor het eerst Belgisch kampioen op de 400 m horden. Tot 1927 volgden nog vier Belgische titels. Hij nam op dat nummer in 1924 ook deel aan de Olympische Spelen van Parijs. Hij werd net als op de 400 m uitgeschakeld in de series.
Migeot was aangesloten bij Racing Club Brussel en Union Sint-Gillis.

## Belgische kampioenschappen
| Onderdeel    | Jaar                         |
| ------------ | ---------------------------- |
| 400 m horden | 1922, 1923, 1924, 1926, 1927 |

## Persoonlijke records
| Onderdeel    | Prestatie | Datum | Plaats |
| ------------ | --------- | ----- | ------ |
| 400 m horden | 56,1 s    | 1924  |        |

## Palmares

### 400 m
- 1920: 4e in serie OS in Antwerpen - 55,1 s
- 1924: 3e in serie OS in Parijs - 51,6 s

### 400 m horden
- 1922:  BK AC - 59,0 s
- 1923:  BK AC - 60,2 s
- 1924:  BK AC - 58,9 s
- 1924: 3e in series OS in Parijs - 56,7 s
- 1926:  BK AC - 59,8 s
- 1927:  BK AC - 60,8 s

### 4 x 400 m
- 1920: 6e OS in Antwerpen - 3.24,9